# Dombrovén
Dombrovén (Dumbrăveni) település Romániában, Moldvában, Suceava megyében.

## Fekvése
Moldva határán, Dragoslăveni és Slobozia Bradului közt fekvő település.

## Leírása
Dombrovén határában áll Szuvorov tábornok emlékműve, melyet az 1789-es, törökök felett aratott győzelme emlékére állítottak 1958-ban. Az emlékművet Marius Butunoiu készítette.